# Gloria Tower
Der Gloria Tower ist ein geplantes Hochhaus in Frankfurt am Main an der Ecke Neue Mainzer Straße/Kaiserstraße mit 195 m Höhe, welches von Tishman Speyer Properties und Commerz Real entwickelt wird. Baubeginn soll 2026 sein. Das Gebäude soll 2030 fertiggestellt werden.

## Standort
Der Standort, das sogenannte Kaiser-Karrée, umfasst die Gebäude Kaiserstraße 30, Kaiserstraße 28/Neue Mainzer Straße 29 und Neue Mainzer Straße 31. Die Fassaden der Bestandsgebäude Kaiserstraße 30, ehemals Deutsche Effecten- und Wechsel-Bank, und Neue Mainzer Straße 31 stehen unter Denkmalschutz und müssen erhalten werden.
Da sich im Gebäude  Kaiserstraße 28/Neue Mainzer Straße 29 früher das Gloria-Palast Lichtspieltheather befand, soll das Hochhaus den Namen Gloria Tower erhalten.

### Kaiserstraße 30
Das Gebäude Kaiserstraße 30 ist ein Bankgebäude im Stil des Neobarock. Es wurde für die Deutsche Effekten- und Wechselbank nach Entwurf von Hermann Ritter d. Ä., Theodor Martin und Wilhelm Schmitt durch die Firma Philipp Holzmann errichtet. Giebelfront über rustiziertem Unterbau mit Kolossalsäulen und noblem Dekor, auf der Attika allegorische Statuen und Vasen; originale Fenster- und Portalgitter sowie Interieurs. Es wurde im Jahr 1905 fertiggestellt und zuletzt durch die Commerzbank genutzt.

### Neue Mainzer Straße 31
Das Gebäude Neue Mainzer Straße 31 ist ein neoklassizistisches Geschäftshaus nach Entwurf von Hermann Ritter d. Ä., Theodor Martin und Wilhelm Schmitt mit sparsam dekorierter Steinfassade. Es wurde im Jahr 1905 fertiggestellt.

## Historie und Planung
1905 wurde das bestehende, unter Denkmalschutz stehende Bankgebäude für die Deutsche Effecten- und Wechsel-Bank gebaut 1927 wurde das Kino Gloria-Filmpalast Lichtspieltheater in der Kaiserstraße 28 eröffnet.
2024 wurde der angepasste Hochhausentwicklungsplan der Stadt Frankfurt beschlossen. Die Bürger wurden zu ihren Wünschen für dieses Projekt über eine Bürgerbeteiligung befragt, es gingen rund 500 Wünsche für dieses Projekt ein.
Oktober 2024 fand ein Architekturwettbewerb statt. Diesen gewann das dänische Architekturbüro Henning Larsen Architects. Die Entwürfe wurde am 18. Februar 2025 vorgestellt.

## Architektur

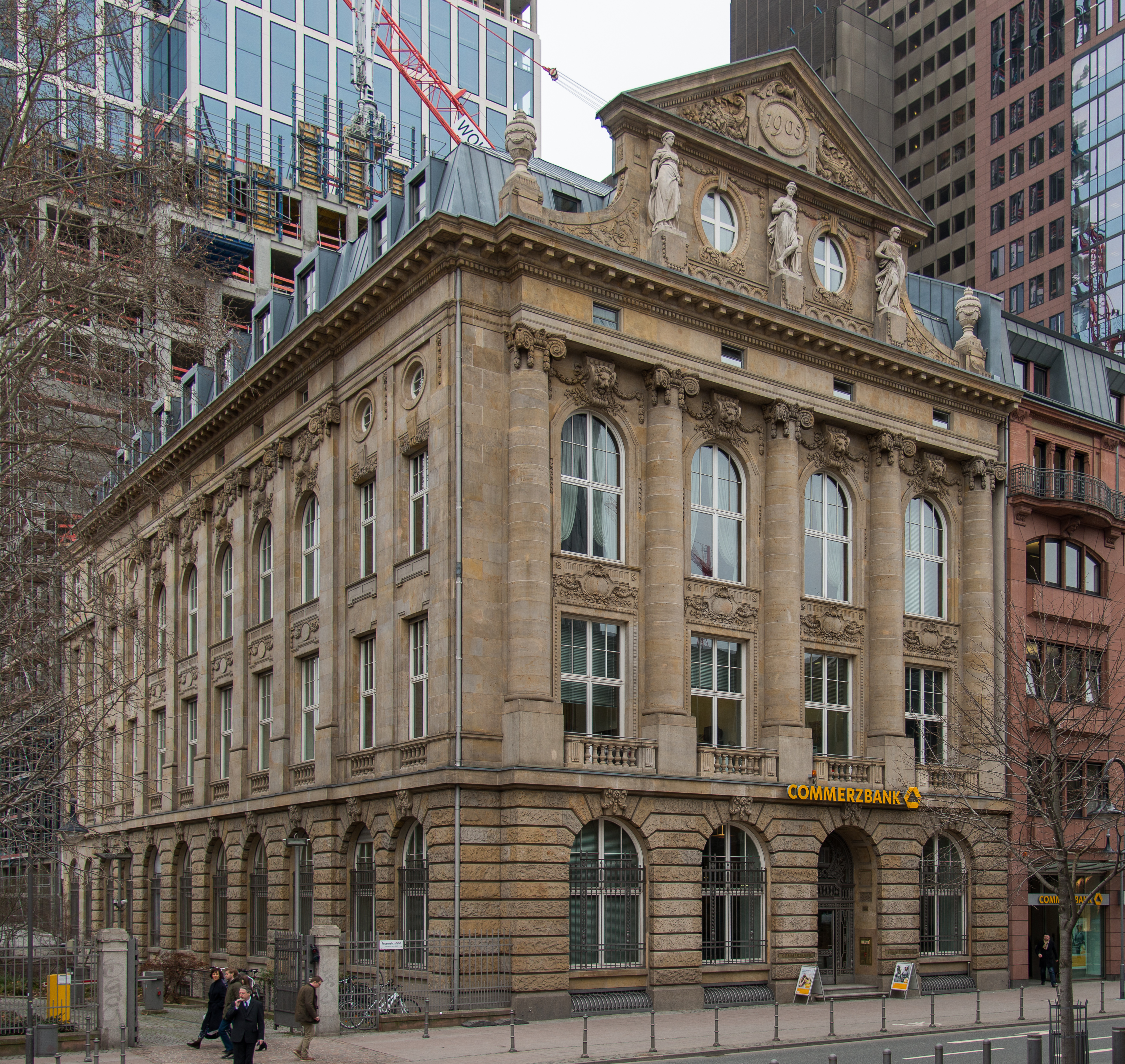
Bestehendes Bankgebäude Kaiserstr. 30

Die Architektur ähnelt äußerlich einem auf der Spitze stehenden Bleistift. Der Turm ist 195 m hoch geplant. Zur Ableitung der Kräfte werden Pfähle 100 m tief in der Erde verankert.
Es wird in die Bestandsgebäude Kaiserstraße 30 und Neue Mainzer Straße 31 integriert. Das Eckhaus Kaiserstraße 28/Neue Mainzer Straße 29 wird abgerissen.

## Nutzung
Das Bestandsgebäude Kaiserstr. 28 wurde von 1927 bis 1981 als Kino mit 600 Plätzen genutzt und 1956 nach Plänen des Architekten Franz F. Erker renoviert.
Das Bestandsgebäude Kaiserstr. 30 wurde bis 2022 von der Commerzbank genutzt.
Das neue Gebäude soll als Büro-, Hotel- und Gewerbefläche genutzt werden sowie kulturelle Angebote bieten.